# Qatabanita

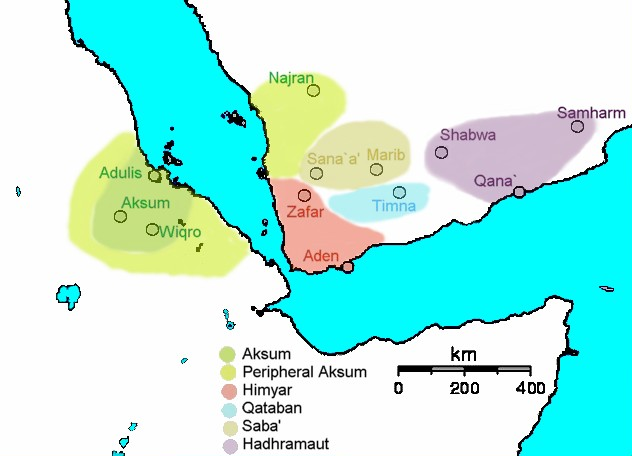
Regne de Qataban (blau cel)

El qatabanita és una de les quatre llengües principals del subgrup sud-aràbig o sayhàdic i es va parlar a part del Iemen de vers el 800 aC al 200 o 300 dC, principalment al regne de Qataban.
La llengua qatabanita és del grup meridional de les llengües semites, molt ben diferenciada de l'àrab encara que en era cristiana moltes paraules àrabs es van introduir al seu llenguatge. Les seves característiques principals són:
- el prefix de la forma verbal de causa i la base del pronom personal aïllat i agregat a la tercera persona són xiulants com en mineu i hadramitic, mentre el sabeu utilitza l'h per aquestes formes
- L'imperfecte d'indicatiu porta el prefix b, i no hi ha cap prefix en el subjuntiu. L'alfabet era el sudsemític ancestre directe de l'escripturěa etíop; té 29 símbols consonàntics que representen les 28 lletres de l'àrab més una xiulant sorda.